# Pino Donaggio
Giuseppe "Pino" Donaggio (Burano, Venecia, 24 de noviembre de 1941) es un músico, cantante y compositor cinematográfico italiano. Violinista de formación clásica, es conocido por sus colaboraciones con el director Brian De Palma y por su trabajo en el cine B europeo y estadounidense como Amanecer salvaje (1985).

## Biografía

### Familia y estudios
Nacido en el seno de una familia de músicos, comenzó a estudiar violín a la edad de diez años, primero en el conservatorio Benedetto Marcello de Venecia y posteriormente en el Conservatorio Giuseppe Verdi de Milán.
A los 14 años debutó en solitario en un concierto de Vivaldi para la radio italiana, luego tocó tanto en I Solisti Veneti como en Solisti di Milano. El descubrimiento del rock and roll en 1959 puso fin a la carrera clásica de Donaggio cuando debutó como cantante con Paul Anka. Comenzó a escribir sus propias canciones y se estableció como uno de los cantautores más prominentes de Italia.

### Festival de San Remo
Participó varias veces en el Festival de San Remo: con «Come sinfonia» (1961), que obtuvo el éxito discográfico y el número uno de ventas durante tres semanas; «Giovane giovane» (1963), un twist con el que obtuvo el tercer lugar del festival y el número uno por dos semanas; «Motivo d'amore» (1964), «Io che non vivo (senza te)» (1965), su mayor éxito, canción que vendió 80 millones de discos en todo el mundo y que fue interpretada más popularmente en inglés como «You Don't Have to Say You Love Me» por Dusty Springfield y Elvis Presley; «Una casa in cima al mondo» (1966), «Io per amore» (1967), «Le solite cose» (1968), «Che effetto mi fa» (1970), «L'ultimo romantico» (1971) y «Ci sono giorni» (1972). Además, tuvo otros éxitos discográficos, como «Il cane di stoffa» y «Pera matura» (ambos de 1961).

### Composición de bandas sonoras
Ha compuesto música para la banda sonora de varias películas, entre las que se cuentan la de terror británica e italiana Don't Look Now (1973), Two Evil Eyes, Trauma y Do you like Hitchcock? de Dario Argento. También compuso las partituras para varias películas de terror, entre las que figuran Piraña, Trampa para turistas, The Howling y Seed of Chucky.
Trabaja regularmente con el director estadounidense Brian De Palma, para quien compuso las bandas sonoras de Carrie, Home Movies, Vestida para matar, Blow Out, Body Double, Raising Cain y Passion. En 2012 recibió el premio Lifetime Achievement Award de la World Soundtrack Academy.